# Сподње Сечово
Сподње Сечово (словен. Spodnje Sečovo) је насељено место у општини Рогашка Слатина, Савињска регија, Словенија.

## Историја
До територијалне реорганизације у Словенији било је у саставу старе општине Шмарје при Јелшах.

## Становништво
У попису становништва из 2011. године, Сподње Сечово је имало 467 становника.
| Број становника према пописима | Број становника према пописима | Број становника према пописима |
| ------------------------------ | ------------------------------ | ------------------------------ |
| 1991                           | 2002                           | 2011                           |
| 400                            | 429                            | 467                            |

Напомена: Године 1979. умањено за део насеља који је припојен насељу Рогашка Слатина.